# Vouvray-sur-Huisne
Vouvray-sur-Huisne ist ein französisches Dorf und eine Gemeinde mit 131 Einwohnern (Stand: 1. Januar 2022) im Arrondissement Mamers im Département Sarthe in der Region Pays de la Loire. Die Gemeinde gehört zum Kanton La Ferté-Bernard (bis 2015: Kanton Tuffé) und zum Gemeindeverband Communauté de communes du Pays de l’Huisne Sarthoise. Die Einwohner werden Vouvraysiens genannt.

## Geographie
Vouvray-sur-Huisne liegt etwa 22 Kilometer ostnordöstlich von Le Mans. Der Fluss Huisne begrenzt die Gemeinde im Nordwesten. Umgeben wird Vouvray-sur-Huisne von den Nachbargemeinden Tuffé Val de la Chéronne im Norden, Sceaux-sur-Huisne im Norden und Osten, Duneau im Süden und Südwesten sowie Beillé im Westen und Nordwesten.
Durch den Ort führt die Departementsstraße D 20, die D 323 quert die Gemeinde südöstlich des Dorfs. Nordöstlich der Gemeinde verläuft die Autobahn A 11, nächste Anschlussstelle ist L’Huisne Sarthoise (Nr. 6).

## Bevölkerungsentwicklung
| 1962                      | 1968 | 1975 | 1982 | 1990 | 1999 | 2006 | 2013 |
| ------------------------- | ---- | ---- | ---- | ---- | ---- | ---- | ---- |
| 131                       | 98   | 85   | 77   | 82   | 89   | 133  | 125  |
| Quelle: Cassini und INSEE |      |      |      |      |      |      |      |

## Sehenswürdigkeiten

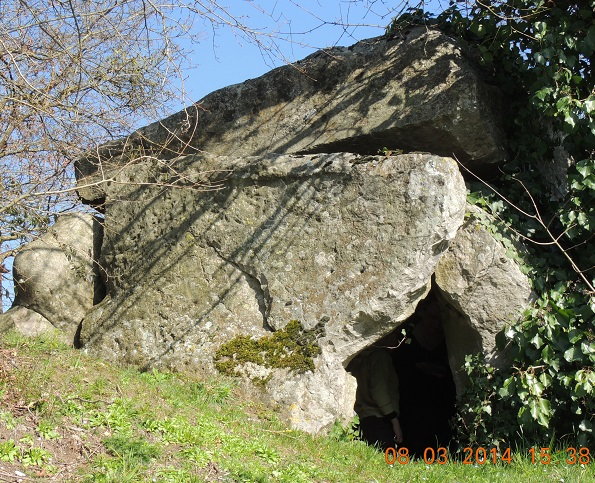
Dolmen des Roches

- Dolmen des Roches liegt nahe der Rue Roland Noël Pasquier
- Kirche Saint-Martin